# Леман, Бернхард
Бернхард Леман (нем. Bernhard Lehmann; 11 ноября 1948, Гросрешен) — немецкий бобслеист, выступавший с конца 1970-х до 1980-х годов.
Является тренером олимпийской чемпионки Сандры Кириасис и пятикратной обладательницы кубка мира Берит Виакер.

## Спортивные достижения
- чемпион Олимпийских игр в Инсбруке (четвёрка)
- 2-кратный серебряный призёр Олимпийских игр в Сараево (двойка и четвёрка)
- бронзовый призёр Олимпийских игр в Калгари (двойка)
- чемпион мира (1985)
- серебряный призёр чемпионата мира (1982)